# 谷本聡子
谷本 聡子（たにもと さとこ）は、日本のピアニスト。

## 人物
北海道出身。札幌市立真駒内曙中学校卒業。1987年、ハンガリー国立リスト音楽芸術大学を卒業し、日本人初のソリストディプロマを取得した。。1990年ドイツ国立フライブルク音楽大学大学院マスターコース修了。1991年帰国後札幌市を中心とした北海道を基盤として、ピアノの演奏活動やオーケストラとの競演を行う。また市民にクラシック音楽などに気軽に触れてもらうための取り組みを進めており、1997年に札幌市民芸術祭大賞を受賞した。2017年にハンガリー共和国文化勲章を受章した。2020年に札幌市芸術賞を受賞した。現在は札幌大谷大学主任教授、北海道教育大学で講師活動も行う。演奏家団体「ゾンゴラ（ハンガリー語でピアノ）の会」を1999年に結成し、リストのピアノ曲全曲演奏に取り組む。

## 経歴
1987年　ハンガリー国立フランツ・リスト音楽芸術大学卒業
1990年　ドイツ国立フライブルグ音楽大学大学院課程修了
1997年　札幌市民芸術祭大賞受賞
　　　　 札幌市民文化奨励賞受賞
2017年　ハンガリー共和国文化勲章受章
2020年　札幌市芸術賞受賞

## 出演
- 谷本聡子のおしゃべりコンサート（STVラジオ）
- 札幌市市民ロビーコンサート
- 北海道赤レンガ音楽祭
- 北海道議会議場コンサート
- 北海道新聞　コラム　朝の食卓　連載
- 若き日の映画本（シアターキノ30年記念出版）共同執筆